# Cabanes, Castellón
Cabanes là một đô thị trong tỉnh Castellón, Cộng đồng Valencia, Tây Ban Nha. Đô thị Cabanes, Castellón có diện tích 131,6 km², dân số theo điều tra năm 2010 của Viện thống kê quốc gia Tây Ban Nha là 3089 người. Đô thị Cabanes, Castellón nằm ở khu vực có độ cao 290 mét trên mực nước biển.